# Pedro de las Cuevas
Pedro de las Cuevas, né en 1568 à Madrid, et mort en 1635 ou 1644 dans la même ville, est un peintre espagnol.

## Biographie
Pedro de las Cuevas est né en 1568 à Madrid. Il y étudie la peinture. Il épouse la veuve de son ami Domingo Camilo, et élève et instruit son fils Francisco Camilo comme si c'était le sien. Il réside avec sa femme à l'hôpital Foundling, où, avec un grand sens artistique et une profonde philanthropie, il enseigne à tous les enfants qui manifestent un goût pour le dessin. Comme on peut le supposer, ses élèves sont nombreux, et parmi eux, certains ont transmis son nom à un souvenir plus honorable que n'importe laquelle de ses propres productions.
Selon Antonio Palomino, il exécute plusieurs peintures pour des collections privées, pour lesquelles il travaille toujours plus que pour des édifices publics,. Il a toutefois gagné plus de célébrité par son académie que par ses propres œuvres. Il fonde une école appelée École de Madrid qui se distingue par son coloris extraordinaire, et qui forme entre autres artistes célèbres de cette époque : José Leonardo (en), Antonio de Pereda, Antonio Fernández Arias (en) et Juan Carreño de Miranda,.
On compte aussi parmi ses élèves Joseph Leonardo, Juan de Licalde (en), Juan Carreño de Miranda, Juan Montero de Rojas (es), Don Simon de Léal, Francisco de Burgos Mantilla (es), Francisco Camilo, son gendre, et Eugenio de las Cuevas (es), son fils qui meurt en 1660. Il existe deux autres Cuevas, dont un qui est élève de Pelegret et qui est florissant sous Charles V.
Il meurt en 1635,, ou 1644 à Madrid.